# Arsén Miskárov
Arsén Miskárov (Jelgava, Letonia, Unión Soviética, 3 de marzo de 1961) es un nadador soviético retirado especializado en pruebas de estilo braza, donde consiguió ser subcampeón olímpico en 1980 en los 100 metros.

## Carrera deportiva
En los Juegos Olímpicos de Moscú 1980 ganó la medalla de plata en los 100 metros estilo braza, con un tiempo de 1:03.82 segundos, tras el británico Duncan Goodhew y por delante del australiano Peter Evans, también plata en relevos de 4 x 100 metros estilos, tras Australia y por delante de Reino Unido, y bronce en 200 metros braza.